# Lasowice Wielkie (gmina)
Lasowice Wielkie (niem. Gemeinde Groß Lassowitz) – gmina wiejska w województwie opolskim, w powiecie kluczborskim. W latach 1975–1998 gmina położona była w województwie opolskim. W 2006 roku w gminie wprowadzono język niemiecki jako język pomocniczy.
Siedzibą gminy do końca 2005 roku były Lasowice Małe, a od 1 stycznia 2006 siedziba znajduje się w Lasowicach Wielkich.
Według danych z 30 czerwca 2004 gminę zamieszkiwało 7216 osób. Natomiast według danych z 31 grudnia 2017 roku gminę zamieszkiwało 6901 osób.
Reforma administracyjna w Polsce w 1999 roku wyłączyła z granic powiatu oleskiego dotychczas związaną z nim gminę Lasowice Wielkie.

## Struktura powierzchni
Według danych z roku 2002 gmina Lasowice Wielkie ma obszar 210,84 km², w tym:
- użytki rolne: 37%
- użytki leśne: 60%

Gmina stanowi 24,76% powierzchni powiatu.

## Demografia

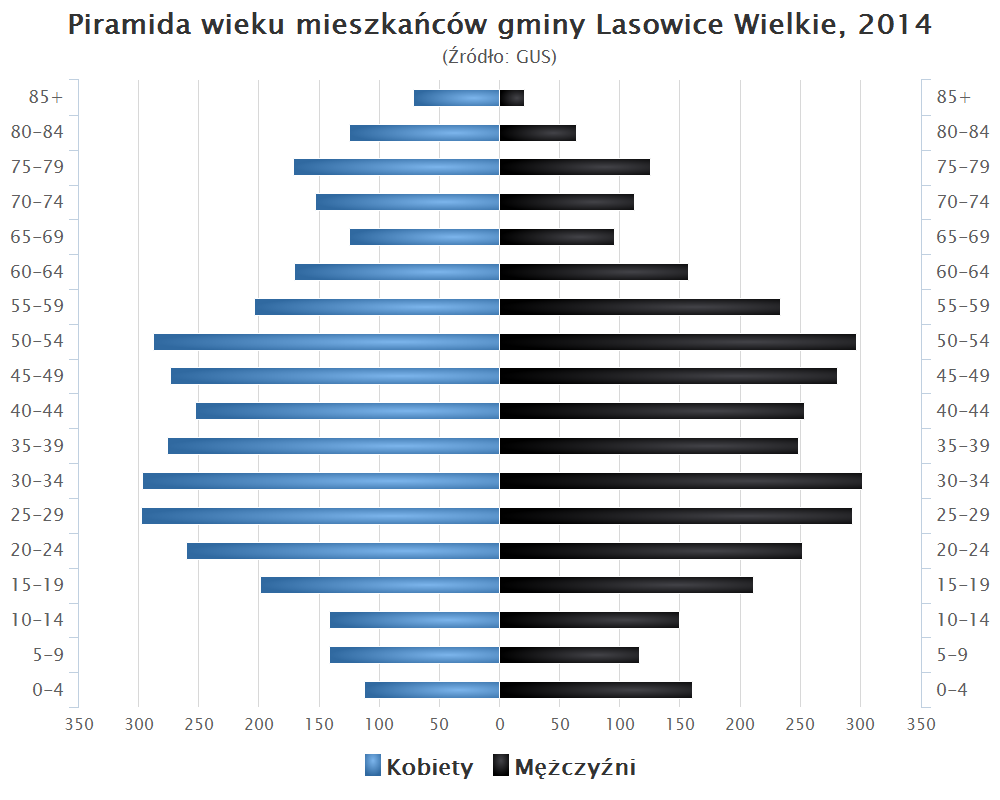
Piramida wieku mieszkańców gminy Lasowice Wielkie w 2014 roku

Dane z 30 czerwca 2004:
| Opis                              | Ogółem | Ogółem | Kobiety | Kobiety | Mężczyźni | Mężczyźni |
| --------------------------------- | ------ | ------ | ------- | ------- | --------- | --------- |
| jednostka                         | osób   | %      | osób    | %       | osób      | %         |
| populacja                         | 7216   | 100    | 3685    | 51,1    | 3531      | 48,9      |
| gęstość zaludnienia (mieszk./km²) | 34,2   | 34,2   | 17,5    | 17,5    | 16,7      | 16,7      |

## Transport

### Drogi
Przez centrum gminy przebiega droga krajowa nr 45, relacji Zabełków - Złoczew. Natomiast na północno-wschodnich granicach gminy położona jest droga krajowa nr 11, obwodnica Olesna. Obecnie na tym odcinku budowana jest droga ekspresowa S11, mająca przebiegać od Koszalina do skrzyżowania z autostradą A1 w Piekarach Śląskich.
Przez teren gminy Lasowice Wielkie przebiegają następujące drogi wojewódzkie:
- 493 Sieraków Śląski - Olesno - Kolonia Ciarki
- 494 Bierdzany - Olesno - Wręczyca Wielka - Częstochowa

W gminie biegną następujące drogi powiatowe:
| Numer | Przebieg                           | Długość w (m) |
| ----- | ---------------------------------- | ------------- |
| 1316O | Kluczbork – Ciarka                 | 7 666         |
| 1317O | Kuniów – Lasowice Wielkie          | 7 145         |
| 1319O | Ligota Dolna – Bogacica – Jasienie | 2 306         |
| 1326O | Stare Olesno – Jasienie            | 8 860         |
| 1328O | Lasowice Małe – Bąków              | 7 153         |
| 1329O | Oś – DK45                          | 2 838         |
| 1330O | Chudoba – Zagwiździe               | 14 852        |
| 1332O | Lasowice Wielkie                   | 1 105         |
| 1333O | Tuły – DK45                        | 6 563         |
| 1340O | Stare Budkowice – Bierdzany        | 4 984         |

### Kolejowy
Przez centrum gminy Lasowice Wielkie przebiega linia kolejowa nr 175, relacji Strzelce Opolskie-Kluczbork. Przy jej ciągu, na terenie gminy znajduje się stacja kolejowa we wsi Szumirad. Natomiast na wschodnich krańcach gminy przebiega linia kolejowa nr 293, która łączy stacje Jełowa oraz Kluczbork. W jej ciągu, na terenie gminy znajdują położone są przystanki kolejowe: Tuły oraz Laskowice Oleskie.

## Sąsiednie gminy
Kluczbork, Łubniany, Murów, Olesno, Turawa, Zębowice
Zobacz też gmina Lasowice Małe.